# Larry Boston
Lawrence D. Boston, detto Larry (Cleveland, 18 maggio 1956), è un ex cestista statunitense, professionista nella NBA e in Europa.

## Carriera
Venne selezionato dai Washington Bullets al quarto giro del Draft NBA 1978 (81ª scelta assoluta).